# Liverpoolland
Het Liverpoolland is een schiereiland in de gemeente Sermersooq in het oosten van Groenland. Het schiereiland is onderdeel van het Scoresbyland.

## Geografie
Het schiereiland wordt begrensd door de Scoresby Sund in het zuiden, de Groenlandzee in het oosten, het Carlsbergfjord in het noordwesten, de Hurryinham in het zuidwesten en Jamesonland in het westen. Het fjordrijke schiereiland is 125 kilometer lang van Kaap Greville in het noorden tot aan Kaap Tobin in het zuiden, en 40 kilometer breed. Het heeft een oppervlakte van ongeveer 3.000 vierkante kilometer. Het schiereiland is over een afstand van 35 kilometer met Jamesonland verbonden in het Klitdal.
Het langste fjord dat in het schiereiland insnijdt is het Storefjord met 25 kilometer lengte en doorsnijdt het schiereiland bijna in twee delen.
Ten noorden van het schiereiland ligt het eiland Uunartoq Qeqertaq.
Aan de zuidelijke kust ligt de plaats Ittoqqortoormiit.

### Gletsjers
Op Liverpoolland liggen meerdere gletsjers, waaronder de Gretegletsjer, Hansgletsjer en de Emmanuelgletsjer.

## Transport
Toegang tot de regio heeft men via de Luchthaven Nerlerit Inaat (op Jamesonland) met vluchten vanaf Kulusuk en Reykjavik.